# بيرين (بئر السبع)
بيرين أو خربة بيرين هي خربة عربية فلسطينية تقع جنوب غرب مدينة بئر السبع وجنوبي عوجة الحفير، قرب من الحدود الفلسطينية المصرية في منطقة سيناء قرب وادي بيرين وهو أحد روافد وادي العوجا الذي ينحدر نحو الشمال الغربي ليدخل سيناء.

## التسمية
بها وادي بيرين وهو فرع من فروع وادي العوجا، وفيه بئران شهيران ومن ذلك جاء اسم الخربة والوادي.

## التاريخ
كانت في عهد الأنباط والرومان محطة على طرق القوافل التجارية التي تمر بفلسطين الجنوبية بين العقبة وبئر السبع.
في حرب عام  1948 هجرت القوات الإسرائيلية سكان قرية بيرين وأقاموا مستوطنة عزوز مكانها عام 1956.

## الآثار
تحتوي خربة بيرين على آثار متعددة لأبنية ولدوائر من الحجارة، ولرجم من الصوان، وعلى شقف فخار وبركة ماء من عهد الرومان، كما أن وجود المياه الجوفية في منطقة بيرين هو الذي ساعد على إعمار المنطقة واتخاذها محطة للقوافل وللجيوش في العهد القديم.
    ازدهرت بيرين في العهد الرومانيّ، ومن أهمّ معالم هذه القرية هو آثار الأبنية، الحجارة الدائريّة وسقف الفخار كما يوجد بها بركة مياه من العهد قديم.